# Apollo Motor Cars
Apollo Motor Cars Inc. war ein US-amerikanischer Hersteller von Automobilen.

## Unternehmensgeschichte
Das Unternehmen wurde am 6. August 1982 in Berkeley in Kalifornien gegründet. Als Inhaber werden Milt Brown und Ron Plescia genannt. Sie begannen 1982 mit der Produktion von Automobilen. Der Markenname lautete Apollo. Ab 1984 waren auch Kit Cars erhältlich. Das letzte Lebenszeichen stammt vom 14. Februar 1989. Andere Quellen geben den Produktionszeitraum mit 1979 bis 1993 an.
Verona Automobile erwarb die Rechte und fertigte die Fahrzeuge unter eigenem Namen in Deutschland.

## Fahrzeuge
Das einzige Modell war der Verona als Roadster. Er ähnelte einem Modell von Morgan. Allerdings hatte er einen Kühlergrill im Stil des Jaguar XK 150. Ein Stahlrohrrahmen bildete die Basis. Die Radaufhängungen stammten von General Motors. V6-Motoren von Buick, V8-Motoren von Ford, Sechszylinder-Reihenmotoren von BMW sowie nicht näher definierte Motoren von Chevrolet standen zur Wahl.
1986 ergänzte eine Variante als Cabriolet das Sortiment, die nur als Bausatz erhältlich war. Das Fahrzeug hatte einen größeren Radstand und bot somit mehr Platz für einen größeren Motor und einen größeren Innenraum. Neben einem V8-Motor stand auch ein V12-Motor von Jaguar zur Verfügung.